# Curtis Blaydes
Curtis Lionell Blaydes, född 18 februari 1991 i Chicago, är en amerikansk MMA-utövare som sedan 2016 tävlar i organisationen Ultimate Fighting Championship.